# Paul Mounsey
Paul Mounsey (* 15. April 1959 in Ayrshire) ist ein Komponist und Produzent aus Schottland.

## Leben
Als Absolvent mit Ehren des Trinity College of Music in London, wo er mit Richard Arnell studierte (Piano und Komposition), schrieb er für Film, Fernsehen, Theater, Werbung und für den lateinamerikanischen Popmarkt. Während des Studiums lernte er seine Frau Dorinha kennen und lebte 20 Jahre in Brasilien. Er lehrte für eine kurze Zeit an dem Goldsmiths College, bevor er als Creative Director von Play It Again, eines der größten kommerziellen Musik-Häuser in Brasilien weiter machte. Er schrieb auch Artikel über diverse Aspekte der Musik. Er schrieb Pop-Hits für mexikanische Boy-Bands (z. B. Magneta), erhielt Kompositionsaufträge für Kammer- und Multimedia-Arbeiten, lebte in indigenen Gemeinden im Amazonas-Gebiet und nahm deren Musik auf und veröffentlichte bis heute fünf Soloalben. Mounseys Musik wurde verwendet in Fernseh- und Kinowerbung für Tourismus wie VisitScotland. Zurzeit lebt er in Los Angeles, wo er als Komponist, Orchestrator und Programmierer in der Filmindustrie arbeitet.
Die lange Liste bekannter Musiker, mit denen Mounsey zusammenarbeitete, beinhaltet Etta James, Jimmy Cliff und Antônio Carlos Jobim.

## Diskografie
Soloalben
- Nahoo (1994)
- NahooToo (1997)
- Nahoo 3 – Notes from the Republic (1999)
- City of Walls (2003)
- Tha Na Laithean a’ Dol Seachad (The Days Flash Past) (2005)

mit Runrig
- Proterra (2003)

## Mitarbeit im Music Department von Filmen (nur neueste)
- Turbo – Kleine Schnecke, großer Traum 2013
- Epic – Verborgenes Königreich 2013
- Die fantastische Welt von Oz 2013
- Ice Age 4 – Voll verschoben 2012
- Der Lorax (3D) 2012
- Drachenzähmen leicht gemacht (2010)
- Knight and Day (2010)
- Ice Age 3 – Die Dinosaurier sind los (2009)